# Tjuntjuntjara
Tjuntjuntjara – miasto w Australii, w stanie Australia Zachodnia.